# II Zwicky 73
II Zwicky 73 (también conocida como Zw II 73) es una galaxia lenticular y una galaxia anular polar en la constleción de Bootes a una distancia de la Tierra de 250 millones de años luz. Es un objeto científico y astronómico de un gran interés porque hay muy pocas galaxias de este tipo descubiertas. Es muy parecida a la galaxia NGC 660, otra galaxia anular polar.